# Animal House
Animal House (ook bekend als National Lampoon's Animal House) is een Amerikaanse komediefilm uit 1978 onder regie van John Landis met in de hoofdrollen John Belushi en Tim Matheson.
Het scenario van de film is gebaseerd op korte verhalen die Chris Miller schreef voor het tijdschrift National Lampoon. De inspiratie voor zijn verhalen haalde Miller uit zijn belevenissen als student in het huis Alpha Delta Phi op Dartmouth College. 
De film was een onverwacht succes in de bioscopen. Animal House werd gemaakt voor nog geen 3 miljoen dollar, maar bracht 141,6 miljoen dollar op. De film wordt gezien als het begin van het Gross-Out filmgenre, een Amerikaans subgenre in de komedie dat door de jaren heen in gebruik is gebleven. Ook het gebruik van National Lampoon in de titel is een keurmerk voor komedies geworden.
De film werd vanwege het culturele belang in 2001 voor conservatie opgenomen in het National Film Registry van de Amerikaanse Library of Congress.

## Verhaal
Faber College, 1962. Twee feuten, Larry Kroger en Kent Dorfman, willen lid worden van een studentencorps en bezoeken de verschillende studentenhuizen. Ze zijn niet welkom bij het deftige Omega Theta Pi en bezoeken vervolgens het losgeslagen Delta Tau Chi, waar ooit de broer van Kent lid van was. Omdat Delta de contributie hard nodig heeft, worden Larry en Kent aangenomen en krijgen hun corpsnamen, Pinto (Larry) en Flounder (Kent). Omdat de studenten van Delta zich nogal te buitengaan aan drank en seks staan ze onder toezicht van de decaan van Faber, Vernon Wormer. Wormer wil het liefst Delta met haar corpsleden van de aardbodem wegvagen en zoekt hulp bij de voorzitter van Omega, Gregg Marmalard, om dit te bewerkstelligen 
Het studentenleven begint en al snel wordt de volslanke Flounder getreiterd door Omegalid Doug Niedermeyer. De corpsvrienden van Flounder, Bluto en D-Day, verzinnen een plannetje om Flounder wraak te laten nemen. Ze smokkelen het lievelingspaard van Niedermeyer in het kantoor van Wormer en geven Flounder een geladen pistool om het dier dood te schieten. Het pistool is geladen met losse flodders, maar als Flounder wanhopig in de lucht schiet, overlijdt het paard van de schrik aan een hartaanval. Ondertussen zit Otter van Delta achter Mandy Pepperidge, de vriendin van Marmalard, aan en start Bluto een groot gevecht met eten in een lokale cafetaria. Als de gemoederen gekalmeerd zijn stelen Bluto en D-Day de antwoorden van een groot tentamen. Wat ze echter niet weten is dat Omega de antwoorden heeft vervalst en Delta haalt de laagste score ooit. Ze zijn nu nog maar één fout verwijderd van verbanning van Faber College. Om alle zorgen te vergeten organiseren ze een togaparty waarbij iedereen is gekleed als Romein. Ook de vrouw van Wormer duikt op. Ze is dronken en heeft seks met Otter. Pinto krijgt een affaire met Clorette, die uiteindelijk de 13-jarige dochter van de burgemeester blijkt te zijn. Het feest blijkt later de definitieve reden te zijn dat Wormer Delta opheft en het huis laat ontruimen.
Hierop gaan Otter, Boon, Flounder en Pinto op reis met de auto van de broer van Flounder. In een lokale krant leest Otter over het overlijden van Fawn Liebowitz, een studente. Hij rijdt naar Fawns studentenhuis en doet zich bij de beste vriendin van Fawn voor als de verloofde van het meisje. De vriendin wil graag Otter troosten en heeft zelfs enige vrienden die ook Boon, Flounder en Pinto willen troosten. Ze rijden naar een restaurant waar hun favoriete band, Otis Day and the Knights, optreedt. Het blijkt echter dat er alleen Afro-Amerikanen het optreden bijwonen en niet lang daarna ontstaat er een dreigende sfeer. De jongens laten de meisjes in de steek en vluchten. Als Otter terugkeert naar Delta wordt hij in elkaar geslagen door Omegastudenten omdat Marmelade heeft ontdekt dat zijn vriendin een affaire heeft met Otter. Tegelijkertijd worden de ex-Deltastudenten nu ook van de universiteit verwijderd vanwege hun lage studieresultaten. Het lijkt alsof Delta definitief is verslagen, maar dan roept Bluto uit: "Was it over when the Germans bombed Pearl Harbor?!" (Was Amerika verslagen toen de Duitsers Pearl Harbor bombardeerden?) en roept op tot wraak. Als de Omegastudenten en de rest van Faber College meelopen in de jaarlijkse parade wordt die door de Delta's zo grondig verstoord dat de wraak compleet is. Bluto krijgt de hoofdprijs, hij kidnapt Mandy Pepperidge en scheurt weg in een witte sportwagen.

## Rolverdeling
| Acteur             | Personage                  |
| ------------------ | -------------------------- |
| Tom Hulce          | Larry (Pinto) Kroger       |
| Stephen Furst      | Kent (Flounder) Dorfman    |
| Mark Metcalf       | Doug Neidermeyer           |
| Mary Louise Weller | Mandy Pepperidge           |
| Martha Smith       | Babs Jansen                |
| James Daughton     | Greg Marmalard             |
| Kevin Bacon        | Chip Diller                |
| John Belushi       | John (Bluto) Blutarsky     |
| Douglas Kenney     | Stork                      |
| Chris Miller       | Hardbar                    |
| Bruce Bonnheim     | B.B.                       |
| Karen Allen        | Katy                       |
| James Widdoes      | Robert Hoover              |
| Tim Matheson       | Eric (Otter) Stratton      |
| Peter Riegert      | Donald (Boon) Schoenstein  |
| Donald Sutherland  | Dave Jennings              |
| Bruce McGill       | Daniel Simpson Day (D-Day) |
| John Vernon        | Decaan Wormer              |
| Verna Bloom        | Mevrouw Wormer             |
| Sarah Holcomb      | Clorette                   |

## Voorgeschiedenis

### National Lampoon
Animal House heet voluit National Lampoon's Animal House. Het was de eerste speelfilm gemaakt door de creatieve staf van het tijdschrift "National Lampoon. "National Lampoon" was een Amerikaans satirisch tijdschrift dat in 1970 werd opgericht als bijproduct van het tijdschrift "Harvard Lampoon". Veel van de redacteuren waren nog maar net afgestudeerd en ontleenden nog veel stof voor hun artikelen en bijdragen aan het studentenleven. Het tijdschrift was met name populair op universiteiten en piekte in de eerste tien jaar van het bestaan. Het richtte zich behalve op het tijdschrift ook op radio, theater, film, muziekopnamen en boeken. Het blad had een zeer controversieel karakter en overschreed regelmatig de grenzen van fatsoen en goede smaak. Na 1980 daalde de belangstelling van de lezers en zakte het tijdschrift steeds verder weg. In 1998 werd "National Lampoon" opgeheven. 

### Charles Manson
Twee redacteuren van "National Lampoon", Harold Ramis en Doug Kenney schreven aan een filmscenario onder de titel "Laser Orgy Girls", een komedie over de middelbareschooljaren van Charles Manson, de man die had aangezet tot de gruwelijk moorden op onder andere actrice Sharon Tate. Mederedacteur Chris Miller zag wel iets in het verhaal en hij breidde het uit met zijn eigen belevenissen in het studentencorps in Darmouth College in 1962. Al snel verdween Manson uit het scenario en verschoof het meer naar een satire op het studentenleven.

### Saturday Night Live
Op het moment dat het scenario zijn voltooiing naderde belde Ivan Reitman met de uitgever van "National Lampoon" Matty Simmons. Reitman had net Shivers van David Cronenberg geproduceerd en zocht een nieuwe uitdaging. Het leek
hem een goed idee om film te maken onder het keurmerk van "National Lampoon". Acteurs had hij al. In New York had hij "The National Lampoon Show" opgezet met onder andere John Belushi en Bill Murray die ook in de Saturday Night Live tv show speelden. Simmons kwam met het scenario van "Animal House", maar zei dat het allemaal weinig geld mocht kosten. Regisseur John Landis werd gevraagd om het scenario te verfilmen. Landis had eerder met "The Kentucky Fried Movie" (1977) bewezen om met extreem lage budgetten te kunnen werken. Universal Pictures wilde de film maken en toen "Saturday Night Live" steeds populairder werd, zocht men toenadering tot de acteurs van de televisieshow. Uiteindelijk werd alleen de inmiddels zeer populaire John Belushi gekozen en werd verder gewerkt met totaal onbekende (soms zelfs debuterende acteurs) als Karen Allen, Kevin Bacon en Tim Matheson.

## Scenario

### Tussen Delta en Omega
Doug Kenney was de eerste hoofdredacteur van "National Lampoon" en leverde regelmatig bijdragen aan het blad. In 1977 haalde hij Harold Ramis over om samen met hem een filmscenario te schrijven. Ramis had geschreven voor Playboy en werkte als scenarist/acteur voor onder andere de theatergroep "Second City", "National Lampoon Radio Hour" en de televisieshow "STCV". Het draaiboek van Kenney en Ramis was een komedie over de middelbareschooljaren van Charles Manson. Al snel verschoof echter de focus naar een komedie over de ontgroening van studenten. Hiervoor haalden de twee "National Lampoon"redacteur Chris Miller bij het project. Miller had voor "National Lampoon" enige verhalen geschreven over de ontgroening van twee feuten onder de titel, "Night of the Seven Fires". Het verhaal was gebaseerd op zijn eigen ervaringen op Alpha Delta Phi in Ivy League's Dartmouth College (Hanover, New Hampshire) in 1962.
In het verhaal komen de personages Pinto en Otter voor, de togaparty, de trip met de auto en het dode paard. Pinto was de bijnaam van Miller geweest en verwees naar donkere wratjes op bepaalde delen van zijn lichaam. Doug Kenney vulde dit alles aan met scènes uit zijn "First Lay Comics" zoals de duivel en de engel op de schouders van Pinto en de race met de winkelwagentjes. Hoewel alles pure fictie was, houden de auteurs vol dat ware gebeurtenissen als voorbeeld dienden. Kenney had in 1969 aan Harvard gestudeerd en was president geweest van de eliteclub, de Spee Club. Zijn ervaring met het studentencorps lagen meer in de buurt van Omega. In 1975 had hij in " National Lampoon’s High School Yearbook" twee personages geïntroduceerd met de namen Larry Kroger en Mandy Pepperidge. Harold Ramis bleef niet achter en kwam met zijn ervaringen van zijn studententijd op Zeta Beta Tau aan de Washington University in St. Louis. Producent Ivan Reitman vulde dit aan met verhalen uit zijn tijd op Delta Upsilon at McMaster University in Hamilton, Ontario, Canada.

### Een aaneenschakeling van kotsscènes
Het scenario kreeg langzaam vorm. Besloten werd dat Millers verhalen de basis zouden vormen. Ze begonnen te brainstormen en besloten om de strijd tussen twee studentenhuizen als katalysator in te voeren met de strikte en fascistoïde Omega's aan een kant en de losgeslagen, anarchistische Delta's aan de andere  De film zou spelen in 1962, volgens Kenney 'het laatste onschuldige jaar van de VS voordat president John F. Kennedy werd vermoord'. De film zou ook eindigen één dag voor de moord op 21 november 1963. Aanvankelijk zou in de parade op het einde van de film ook een papier-maché hoofd van Kennedy worden meegedragen. Na de verstoring van de parade door de Delta's zou het hoofd worden teruggevonden met dezelfde dodelijke verwonding als bij Kennedy. Regisseur Landis schrapte de scène echter als "te smakeloos". Harold Ramis die een grote fan was van John Belushi, schreef het personage Bluto met acteur voor ogen. De drie auteurs hadden nog nooit een scenario geschreven en uiteindelijk besloeg alleen al het voorstel voor de studio al 110 pagina's, terwijl 15 pagina's normaal is. Matty Simmons nam het scenario mee naar Ned Tanen van Universal. Tanen vond het afschuwelijk, in zijn idee was het scenario een aaneenschakeling van kotsscènes. Het draaiboek werd negen keer herschreven en uiteindelijk wisten jongere managers bij Universal Tanen over te halen het te produceren. Ze gingen ervan uit dat het een kleine film zou worden met een laag budget waarop wellicht een kleine winst zou worden gemaakt.

## Acteurs

### Bluto
De rol van Bluto ging naar John Belushi. Ramis had het personage geschreven met de acteur voor ogen en was er op gebrand hem te kiezen. Belushi, die oorspronkelijk uit Canada kwam, was inmiddels een televisiester. Hij was begonnen bij het Second City theater in Chicago, waar de acteurs hun rollen improviseerden en was inmiddels beroemd door zijn optredens in de populaire televisieshow Saturday Night Live. Hij had echter geen ervaring met het maken van films. Zijn zwakke plek was zijn verslaving aan alcohol en regisseur John Landis kreeg de opdracht Belushi weg te houden van deze verlokkingen. De studio betaalde Belushi 35.000 dollar voor zijn rol. Als de film veel winst zou maken, was het de bedoeling dat dit zou worden aangevuld met een bonus. Als reserve voor de rol was acteur/zanger Meatloaf een optie. Eigenlijk had Belushi geen tijd voor de film vanwege zijn verplichtingen aan Saturday Night Live. Maar hij wilde zo graag dat hij in overleg met de tv-showproducenten van maandag tot en met woensdag aan de film werkte en van donderdag tot en met zaterdag aan de tv-show.

### D-Day, Otter, en Boon
De rol van de motorfreak D-Day was oorspronkelijk geschreven voor Dan Aykroyd. Aykroyd was een vriend van John Belushi, eveneens afkomstig van Second City en actief bij Saturday Night Live. Aykroyd was een motorliefhebber en leek geknipt voor de rol, maar de acteur weigerde vanwege zijn verplichtingen aan Saturday Night Live. Na de weigering van Aykroyd werd Bruce McGill gekozen. De rol van Otter was oorspronkelijk bedoeld voor Chevy Chase, inmiddels ook een ster dankzij Saturday Night Live, maar hij had zich al gecommitteerd aan de film Foul Play. Landis die liever onbekende acteurs wilde inzetten, had Chase ook al ontmoedigd door de film als een ensemblefilm te beschrijven. Mark Metcalf die later de rol van Niedermeyer zou krijgen, deed ook auditie voor de rol van Otter. Harold Ramis wilde eigenlijk de rol van Boon spelen maar Landis vond hem te oud. Nadat Bill Murray ook van Saturday Night Live van de rol afzag, huurde hij Peter Riegert in, een acteur die niet veel jonger was dan Ramis. De laatste was hier zo boos over dat hij een andere rol weigerde.

### Wormer, mevrouw Wormer en Dave Jennings
Jack Webb en Kim Novak zouden aanvankelijk decaan Wormer en zijn vrouw spelen. Webb was echter bezorgd dat zijn imago als goed gecultiveerde Amerikaan in gevaar zou komen en stapte uit het project. Ook Novak zag na enige aarzeling af van de rol. John Vernon werd uiteindelijk gekozen als de decaan. Schrijver Chris Miller had het personage van Wormer gebaseerd op president Richard M. Nixon en zijn decaan op de universiteit. Universal was niet tevreden over de audities, ze wilden een ster in de film zien. Landis die acteur Donald Sutherland kende van de film Kelly's Heroes vroeg hem voor de rol van leraar Dave Jennings. Het was een kleine rol en zou twee dagen werk vergen. Maar Sutherland vond het salaris van 35.000 dollar te laag. De studio bood toen 35.000 plus 15% van de winst. Ook dit wees Sutherland af omdat niet overtuigd was dat de film winst zou maken. Uiteindelijk kreeg hij 50.000 dollar. Het afwijzen van de 15% zou Sutherland uiteindelijk miljoenen kosten.

### Andere rollen
Landis koos voor de rest louter onbekende acteurs voor de film. Karen Allen, Tom Hulce en Kevin Bacon bijvoorbeeld debuteerden of stonden aan het begin van hun loopbaan. Karen Allen zou later doorbreken in de film Raiders of the Lost Ark en Tom Hulce in Amadeus. Kevin Bacon was echter de enige die uit zou groeien tot een ster.

## Productie

### Een slechte start
Universal die 2,5 miljoen beschikbaar had gesteld voor de opnamen (een schijntje in die tijd) wilde een grote naam voor de regie. Ivan Reitman die de film produceerde had ook willen regisseren, maar zijn enige ervaring was de film Cannibal Girls die hij had gemaakt voor 5.000 dollar. Universal vroeg achtereenvolgens Richard Lester en Bob Rafelson voor de regie, maar die zagen weinig in het project. Vervolgens kwam Landis voor het voetlicht. In 1977 had hij de film The Kentucky Fried Movie opgenomen voor 650.000 dollar en aangetoond goed uit te voeten te kunnen met low budgetprojecten. The Kentucky Fried Movie had uiteindelijk 20 miljoen dollar opgebracht en dat het imago van Landis veel goed gedaan. Maar de regisseur had een slechte start. Er ontstond gelijk veel frictie tussen hem en de schrijvers. De schrijvers waren alle drie afgestudeerd aan universiteiten aan de oostkust van de VS, terwijl Landis niet eens zijn middelbare school had afgemaakt. Ook had Landis het voortdurend over "zijn film", terwijl Ramis, Miller en Kenney het project al twee jaar als hun kindje beschouwden. Landis vond het scenario ongelofelijk grappig, maar ook aanstootgevend met al het gekots, verkrachtingen en gooien met eten. De scenaristen vroegen zich af of Landis wel de juiste man was voor het project, maar hij stelde hen gerust door te zeggen dat hij qua humor geïnspireerd werd door Buster Keaton, Harold Lloyd en de Marx Brothers.

### Locaties
Met een budget van 2,5 miljoen kon Landis niet echt een potje breken. Hij besloot om alle opnamen te maken op de campus van een universiteit, niet alleen de buitenopnamen, maar ook de rechtbankscènes, en het huis van decaan. De enige uitzonderingen waren de trip met de auto en de paradescènes. Het vinden van een geschikte campus vormde een groot probleem. De eerste keus was de campus van de University of Missouri. Toen echter de decaan het scenario las werd de aanvankelijke toestemming ingetrokken. De volgende keus was de University of Oregon in Eugene. De voorzitter van de universiteit, William Beaty Boyd, had eerder een filmploeg geweigerd. Hij was toen werkzaam bij een universiteit in Californië waar een filmploeg opnamen wilde maken voor The Graduate. Boyd had later spijt van zijn weigering en stelde nu zijn universiteit beschikbaar. Er mochten zelfs opnamen worden gemaakt in zijn kamer. Wel werd de opnametijd begrensd tot dertig dagen, dus moest Landis zes dagen per week werken, soms wel 12 uur per dag. Uiteindelijk was hij klaar in 28 dagen. 
De binnenopnamen van Deltahuis werd gemaakt in het huis van Sigma Nu van de University of Oregon. Het exterieur was een bouwvallig huis uit 1800 dat op de nominatie stond voor de sloop. Het stond op het universiteitsterrein en was oorspronkelijk in gebruik als woonhuis. In 1959 was het aangekocht door Psi Deuteron en ingericht als studentenhuis. In 1967 werd het ontruimd nadat Psi Deuteron werd opgeheven en raakte het huis in verval. De paradescènes werd opgenomen in het stadje Cottage Grove, Oregon op Main Street. De scènes waar alles vernield wordt in de parade werd opgenomen op de buitenterrein van de Universal Studio's. 

### Opnamen
Op 24 oktober 1977 begon Landis aan de opnamen die doorliepen tot  30 november 1977. Ruim een week voordat Landis begon, had hij al de acteurs die de studenten van Delta gingen spelen bij elkaar gehaald. Hij wilde dat, John Belushi (Bluto), Tim Matheson (Otter), Peter Riegert (Boon), Tom Hulce (Pinto), Stephen Furst (Flounder), Bruce McGill (D-Day) en James Widdows (Hoover) een vriendschapsband opbouwden. Ze werden geïnstalleerd in de Rodeway Inn in Oregon. Op het laatst werd echter besloten dat John Belushi beter niet kon worden blootgesteld aan de verleidingen van drugs en alcohol. Samen met zijn vrouw Judy, huurde Belushi een huis in een buitenwijk van Oregon. De rest genoot van een weekje feesten, waarbij zelfs een piano uit de hotellobby werd verplaatst naar de kamer van McGill. Iedereen leerde elkaar goed kennen en er ontstaat inderdaad een soort van vriendschap tussen de Delta's. Het ging bijna mis toen de acteurs een feest in een echt studentenhuis bijwoonden op uitnodiging van een studente. Er brak een gevecht uit tussen de studenten, waarbij de Delta's ternauwernood konden ontkomen.
Landis wist dat John Belushi de belangrijkste acteur van de productie was. Hij was de ster, kreeg het hoogste salaris (afgezien van Donald Sutherland, maar die speelde een zeer kleine rol) en moest beschermd worden tegen de verleidingen van drugs en alcohol. De grote kracht van Belushi was zijn improvisatievermogen en Landis maakte hier optimaal gebruik van. Zo is de scène in het cafetaria volledig door Belushi geïmproviseerd. Het stapelen van zijn eten op het dienblad stond niet in het scenario en Landis siste voortdurend tegen de cameraman, 'blijf hem volgen'. De afschuw op het gezicht bij sommige medeacteurs is ook niet geacteerd, niemand wist wat er ging komen. Het hele gevecht met eten werd door Landis in een take opgenomen. Soms moest Belushi echter wat langer doen over zijn opnames. De scène waarop hij een bierflesje op zijn hoofd stuk slaat om Flounder op te vrolijken, moest achttien keer over omdat acteur Stephen Furst steeds in lachen uitbarstte. Andere acteurs improviseerden ook. Verna Bloom (mevrouw Wormer) improviseerde haar scène waar ze dronken aan de telefoon hangt om met de burgemeester te spreken. De reden hiervoor was dat Landis de tekst in het scenario belachelijk slecht vond. Ook Karen Allen had moeite met een deel van het scenario. Ze weigerde om haar blote billen te tonen in de scène met Donald Sutherland. Toen Sutherland dit hoorde stelde hij voor om ook zijn billen te ontbloten, waarop Allen niet kon achterblijven.
Behalve door de acteurs moest er ook door de filmploeg geïmproviseerd worden. Nadat de kapper van de filmploeg was ontslagen, nam Landis de Deltaploeg mee naar de lokale kapper in Oregon en liet de man zijn acteurs in de stijl van 1962 knippen. Een hevige regenbui verstoorde de opnamen van de paradescène. De volgende dag moest de filmploeg een tractor met een vlammenwerper huren om de straten droog te krijgen. De film speelt in Pennsylvania, en voor de scène in de rechtbank was een vlag van deze staat nodig. Maar de opnamen waren in Oregon en de filmploeg kon geen vlag van Pennsylvania vinden. Uiteindelijk vond men wel een vlag van Tennessee, die wel wat leek op die van Pennsylvania en gebruikte die. 

## Muziek
Componist Elmer Bernstein schreef de muziek voor de film, aangevuld met nummers van bands en artiesten uit het begin van de jaren zestig van de twintigste eeuw. De volgende nummers zijn te horen:
- "Animal House" (Stephen Bishop), uitgevoerd door Stephen Bishop
- "Dream Girl" (Stephen Bishop), uitgevoerd door Stephen Bishop
- "Money" (Berry Gordy jr./Jamie Bradford) uitgevoerd door John Belushi
- "Shout" (Ron Isley/ Rudolph Isley/O'Kelly Isley) uitgevoerd door Lloyd Williams
- "Shama Lama Ding Dong"  (Mark Davis) uitgevoerd door Lloyd Williams
- "Louie Louie" (Richard Berry) uitgevoerd door The Kingsmen
- "Tossin' and turnin'" (Richie Adams/ Rene Malou) uitgevoerd door Bobby Lewis
- "Wonderful World" (Sam Cooke/Herp Alpert/Lou Adler) uitgevoerd door Sam Cooke
- "Twistin' the Night Away" (Sam Cooke) uitgevoerd door Sam Cooke
- "Let's Dance" (Jim Lee) uitgevoerd door Chris Montez
- "Who's Sorry Now" (Ted Snyder/ Bert Kalmar/Harry Ruby) uitgevoerd door Connie Francis
- "Hey Paula" (Raymond Hildebrand) uitgevoerd door Paul and Paula
- "Theme: From A Summer Place" (Max Steiner) uitgevoerd door Percy Faith and His Orchestra
- "The Washington Post" (John Philip Sousa)
- "Faber College Theme" (Elmer Bernstein)

## Prijzen
De film won de People's Choice Award in de categorie 'favoriete niet-musicalfilm' .

## Vervolg

### Delta House
In 1979 werd er een periode een afgeleide televisieserie genaamd Delta House uitgezonden. Diverse acteurs uit de film herhaalden hun rol in de film, zoals John Vernon als decaan Wormer, Steven Furst als Flounder, Bruce McGill als D-Day en James Widdoes als Hoover. Peter Fox speelde Otter, Josh Mostel de broer van Bluto, Blotto, en Michelle Pfeiffer debuteerde in een kleine rol. Wat in de film mogelijk was, kon echter niet op de televisie, en de televisiemaatschappij schrapte de serie na dertien afleveringen vanwege de 'vulgaire inhoud'.

### Co-Ed Fever en Brothers en Sisters
CBS kwam op 4 februari 1979 met Co-Ed Fever, een televisieserie gebaseerd op Animal House. De serie ging over een studentenhuis met studentes van het Baxter College. Na 32 afleveringen ging de stekker er uit. Hetzelfde lot onderging de NBC tv komedieserie Brothers en Sisters over de studentenhuizen Pi Nu en Gamma lota sorority dat al na drie maanden van het scherm werd gehaald.

### National Lampoon's Aminal House 2: Summer of Love
Er werd gespeeld met het idee een vervolgfilm te maken die zou spelen in 1967 tijdens de zomer van de hippies in San Francisco. De leden van Delta komen nog een keer bijeen voor het huwelijk van Pinto in Haight-Ashbury, de toenmalige hippiewijk van San Francisco. Flounder is een hippie geworden en noemt zichzelf Pisces. Er werd een voorstel geschreven maar Universal zag er niets in. Toen John Belushi onverwacht overleed was het project helemaal van de baan. 

## National Lampoonfilms
Tussen 1970 -1983 werd een aantal films gemaakt door of met behulp van het creatieve team van het tijdschrift "National Lampoon". Later konden filmmakers de naam "National Lampoon" tegen betaling gebruiken voor hun films. Hierbij werd "National Lampoon" een soort merk voor humoristische films. Omdat National Lampoon's Animal House 142 miljoen dollar had opgebracht, hoopten veel filmmakers dat het succes van die film op hun films zou afstralen. De volgende films zijn uitgebracht als National Lampoonfilm:
- National Lampoon's Animal House  (1978)
- National Lampoon's Movie Madness (1982)
- National Lampoon's Class Reunion (1982)
- National Lampoon's Vacation 1983

De volgende films maken gebruik van de merknaam "National Lampoon"
- National Lampoon's Joy of Sex (1984)
- National Lampoon's European Vacation (1985)
- National Lampoon's Christmas Vacation (1989)
- National Lampoon's Loaded Weapon 1 (1993)
- National Lampoon's Senior Trip (1995)
- National Lampoon's Van Wilder (2002)
- National Lampoon's Gold Diggers (2003)
- National Lampoon Presents Dorm Daze (2003)
- National Lampoon's Barely Legal (2003)
- National Lampoon's Adam & Eve (2005)
- National Lampoon Presents Cattle Call (2006)
- National Lampoon's Pucked (2006)
- National Lampoon's Van Wilder: The Rise of Taj (2006)
- National Lampoon's Totally Baked: A Potumentary (2006)
- National Lampoon's TV: The Movie (2007)
- National Lampoon's Stoned Age 2007
- National Lampoon's Bag Boy (2007)